# Eichbüchl
Eichbüchl é um município da Áustria localizado no distrito de, no estado de.